# Víctor Galíndez
Víctor Emilio Galíndez (* 2. November 1948 in Vedia; † 25. Oktober 1980 in Veinticinco de Mayo) war ein argentinischer Boxer im Halbschwergewicht.

## Amateur
Víctor Galíndez belegte bei den Panamerikanischen Spielen 1967 in Winnipeg den zweiten Platz im Halbmittelgewicht hinter dem Kubaner Rolando Garbey. 1968 nahm er an den Olympischen Spielen in Mexiko-Stadt teil, verlor aber schon im ersten Kampf gegen den Italiener Aldo Bentini. Laut der International Boxing Hall of Fame, in der er 2002 Aufnahme fand, war seine Bilanz 52-9-4.

## Profi
1969 wurde er Profi und zeigte zwar nur eine eher durchschnittliche Schlagkraft, dafür aber ein großes Kämpferherz und überdurchschnittliche Nehmerfähigkeiten. Anfangs verlor er mehrfach gegen seine Landsleute Juan Aguilar, Ramon Avenamar Peralta und Jorge Victor Ahumada, aber er ließ nicht locker und gewann in den verbissenen Begegnungen allmählich die Oberhand. Gegen Aguilar war seine Bilanz 4-2-1, gegen Ahumada 4-1 und gegen Peralta 3-3. Bis Ende 1971 hatte er so allerdings bereits sechs Niederlagen auf dem Konto.
Anschließend gelang ihm dann aber bis 1978 eine Serie von 43 Kämpfen in Folge, in denen er ungeschlagen blieb. 1972 errang er die argentinische und die südamerikanische Meisterschaft. Am 7. Dezember 1974 gewann er dann den vakanten Weltmeistertitel der WBA durch einen technischen K. o. in der dreizehnten Runde gegen den US-Amerikaner Len Hutchins.
Er verteidigte den Gürtel in den folgenden Jahren gegen weitgehend unbekannte Gegner, besiegte aber Eddie Mustafa Muhammad und zwei Mal Yaqui Lopez. Galíndez verlor den Titel schließlich am 15. September 1978 an Mike Rossman durch technischen K. o. in Runde dreizehn. Er gewann den Titel im Rückkampf im April 1979 zurück, nur um ihn schon im nächsten Kampf an Marvin Johnson abzugeben. Seinen letzten Kampf bestritt er im Juni 1980. Ein diskutierter Vereinigungskampf mit John Conteh kam nie zustande.
Im Oktober 1980 wurde Víctor Galíndez in einem Autorennen in der Boxengasse von einem Wagen erfasst und starb an den Verletzungen.